# Dioscorea martiana
Dioscorea martiana är en enhjärtbladig växtart som beskrevs av August Heinrich Rudolf Grisebach. Dioscorea martiana ingår i släktet Dioscorea och familjen Dioscoreaceae. Inga underarter finns listade i Catalogue of Life.